# Bodas-Miani-Anger
Bodas-Miani-Anger (también conocido por la sigla BMA Arquitectos y Asociados) es un estudio de arquitectura argentino que actúa desde la década de 1990, dirigido por Martín Bodas, Rodolfo Miani y Alex Anger. Especializado en obras comerciales, sus principales trabajos fueron la ampliación del Aeroparque Jorge Newbery, el centro comercial El Solar de la Abadía y diversos cines para la cadena Village en Buenos Aires y otras ciudades.
La primera obra de importancia del estudio fue “El Solar de la Abadía” (1995), una experiencia temprana que vivieron apenas graduados, cuando no habían cumplido los 25 años. Otras importantes obra comerciales concretadas en 1998 fueron el Bahía Blanca Shopping y el local de Falabella en el Unicenter, seguidas por el Mendoza Plaza Shopping al año siguiente.
A partir de 1999, BMA trabajó en varios proyectos para la cadena Village Cines, comenzando con el Village Avellaneda, seguido por el Village Recoleta inaugurado en 2000, el Village Caballito terminado en 2004 y los Village Mendoza y Village Rosario (2006). En paralelo, estuvieron a cargo del edificio de apoyo y estacionamientos del nuevo Casino Puerto Madero, en Buenos Aires.
En 2002, los arquitectos diseñaron la ampliación del Aeroparque Jorge Newbery en Buenos Aires, agregando un piso al edificio original, sumando una amplia superficie para locales comerciales y una galería cubierta para el ingreso de taxis. Un año después, proyectaron el Aeropuerto de San Luis.
Siguió un período de mucha actividad: el Mall Sport en Santiago de Chile (2004), la remodelación del viejo edificio del diario La Nación para instalar el local de Fallabella en la calle Florida de Buenos Aires (2005), el centro comercial Parque Arauco Boulevard (2005), el Aeropuerto de Guayaquil (2006), el Mall Center Curicó (2006), el Mall Arauco Maipú (2007) y la restauración de la Estación Plaza Constitución (1999-2009).
Las últimas obras de importancia de BMA Arquitectos han sido el Tortugas Open Mall, inaugurado en 2011, el shopping Central Tucumano, inaugurado en 2012 en San Miguel de Tucumán; y Madero Walk, un emprendimiento de locales flotantes sobre el Dique 1 de Puerto Madero, en Buenos Aires.

## Controversias

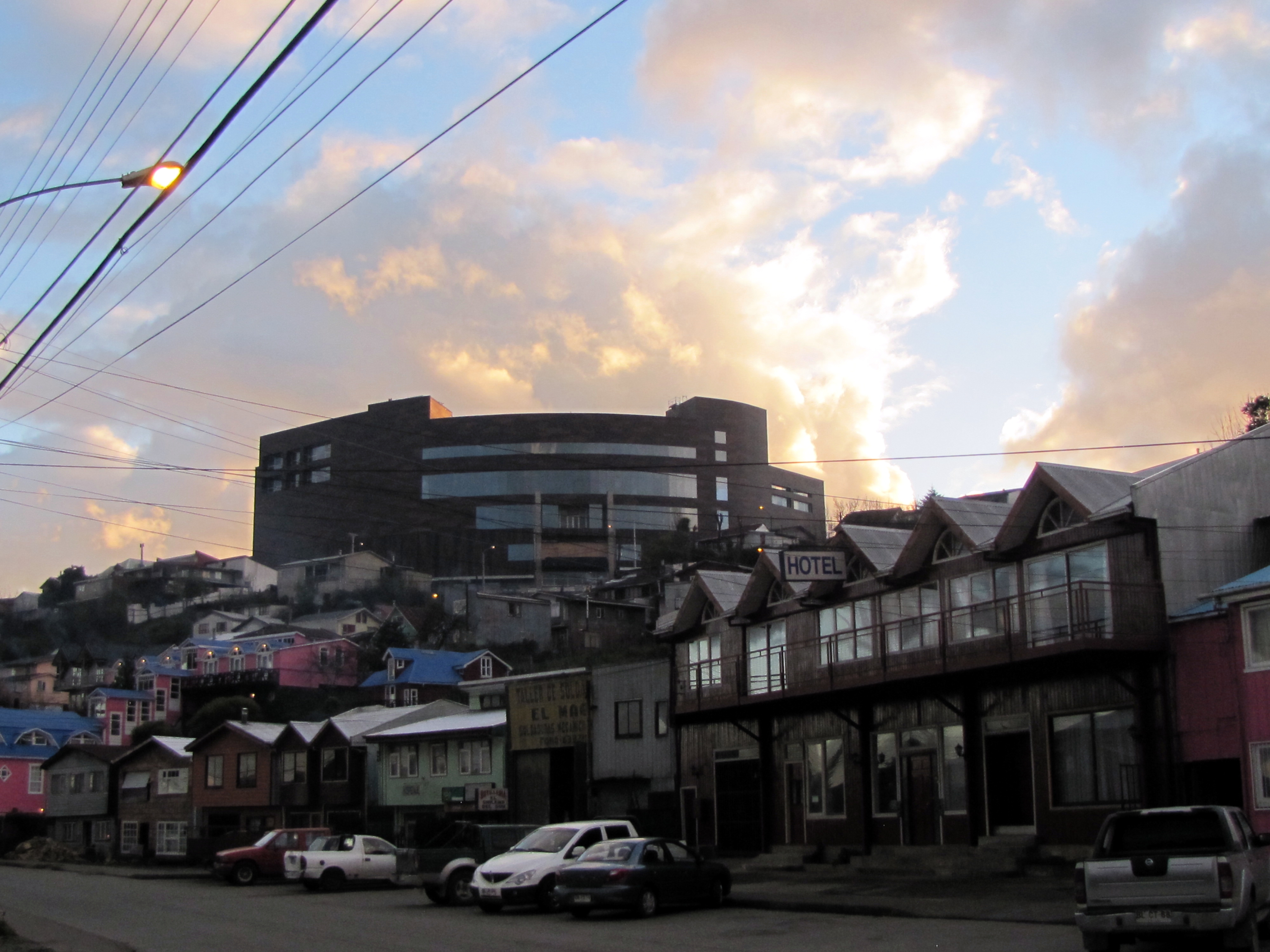
Mall Paseo Chiloé, en Castro, Chile.

En 2015, el arquitecto Rodolfo Miani trabajó para la empresa Pasmar S.A. en la creación del Mall Paseo Chiloé, un edificio de grandes dimensiones ubicado en el centro de la ciudad chilena de Castro, en el Archipiélago de Chiloé. Dadas las características patrimoniales de la zona, la Unesco en 2014 declaró que este proyecto genera un «impacto negativo» en la Iglesia de San Francisco, afectando su «valor universal excepcional». Al no cumplirse ciertas condiciones para el 1 de febrero de 2015, tales como una disminución de su altura y volumetría, la Iglesia ingresó en junio de ese año en la Lista de Patrimonio Mundial en Peligro. Sin embargo, al contrario de hacer caso a estas declaraciones, se hicieron ampliaciones al mall a fines de 2017, lo que aumentó su volumetría.

## Galería de obras

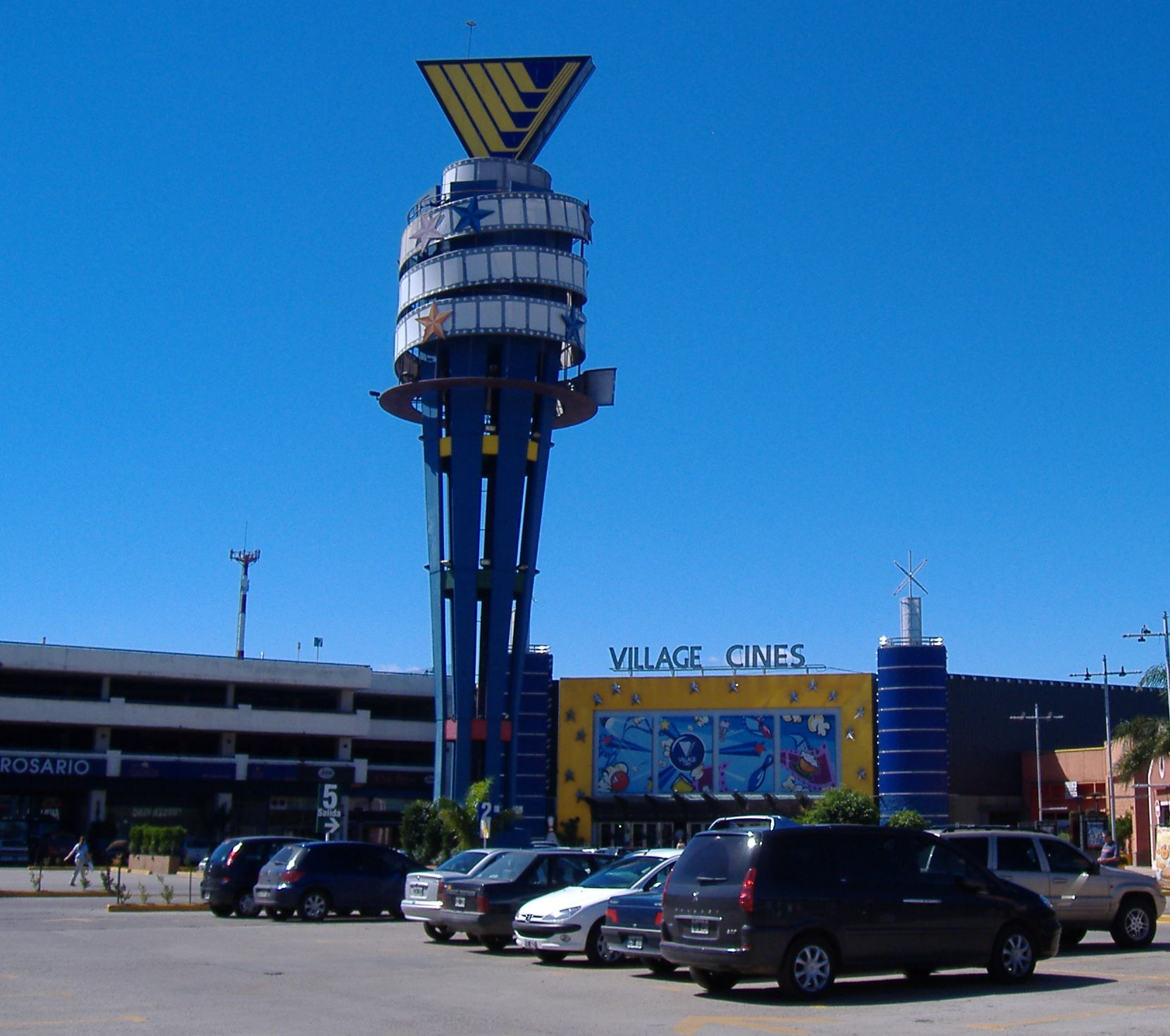
Cine Village Roadshow Rosario
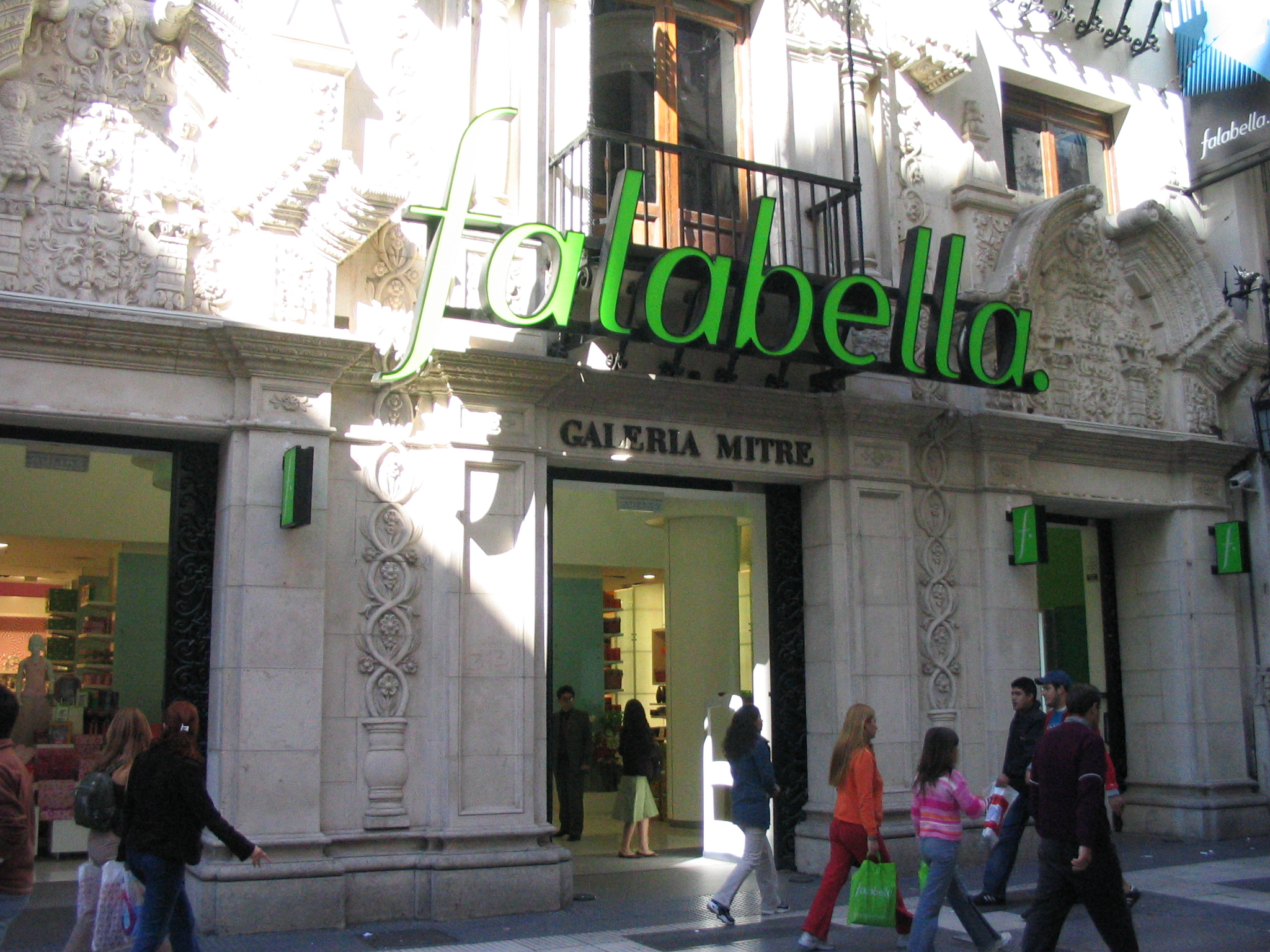
Falabella (Suc. Florida)
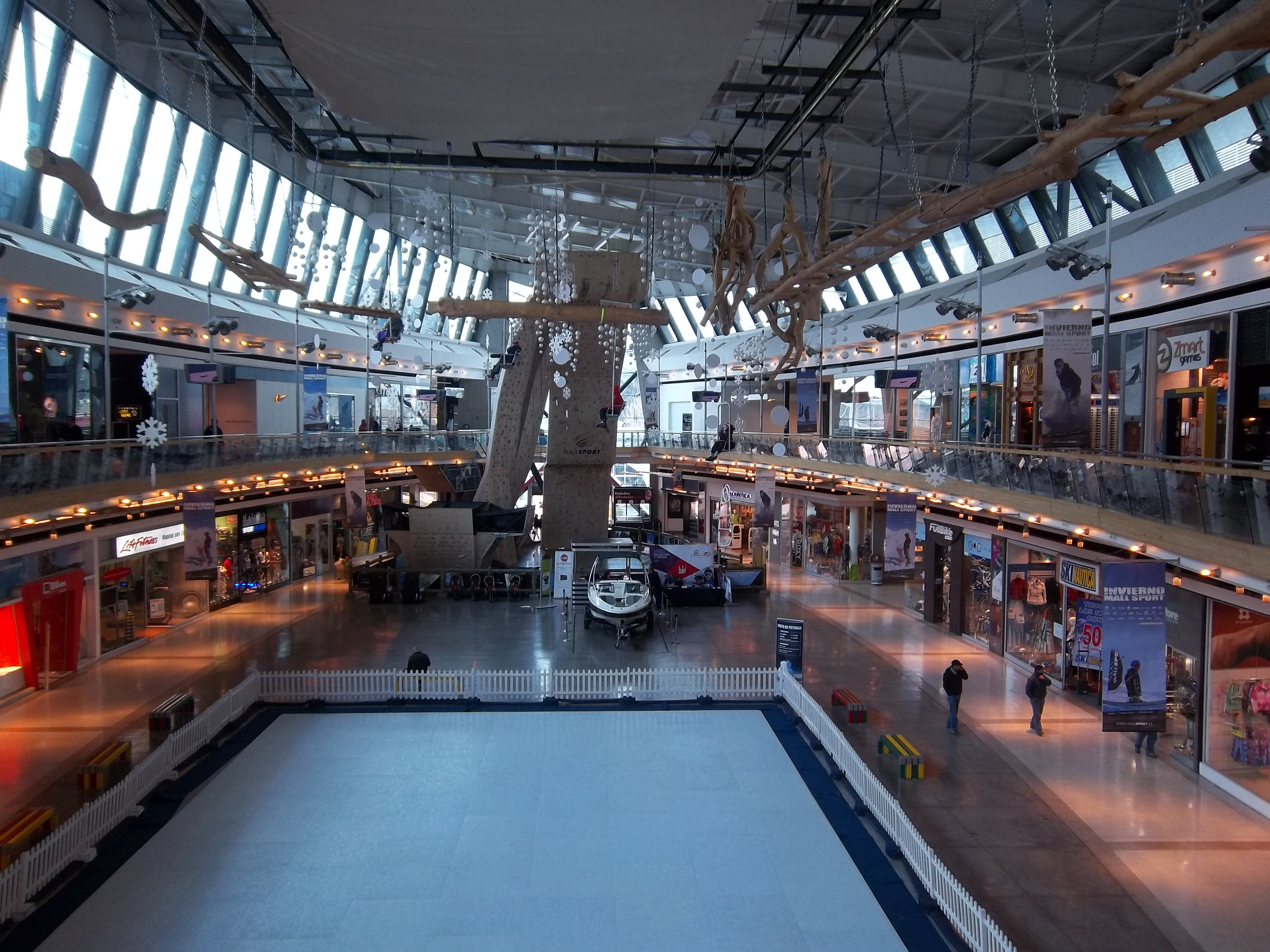
Mall Sport
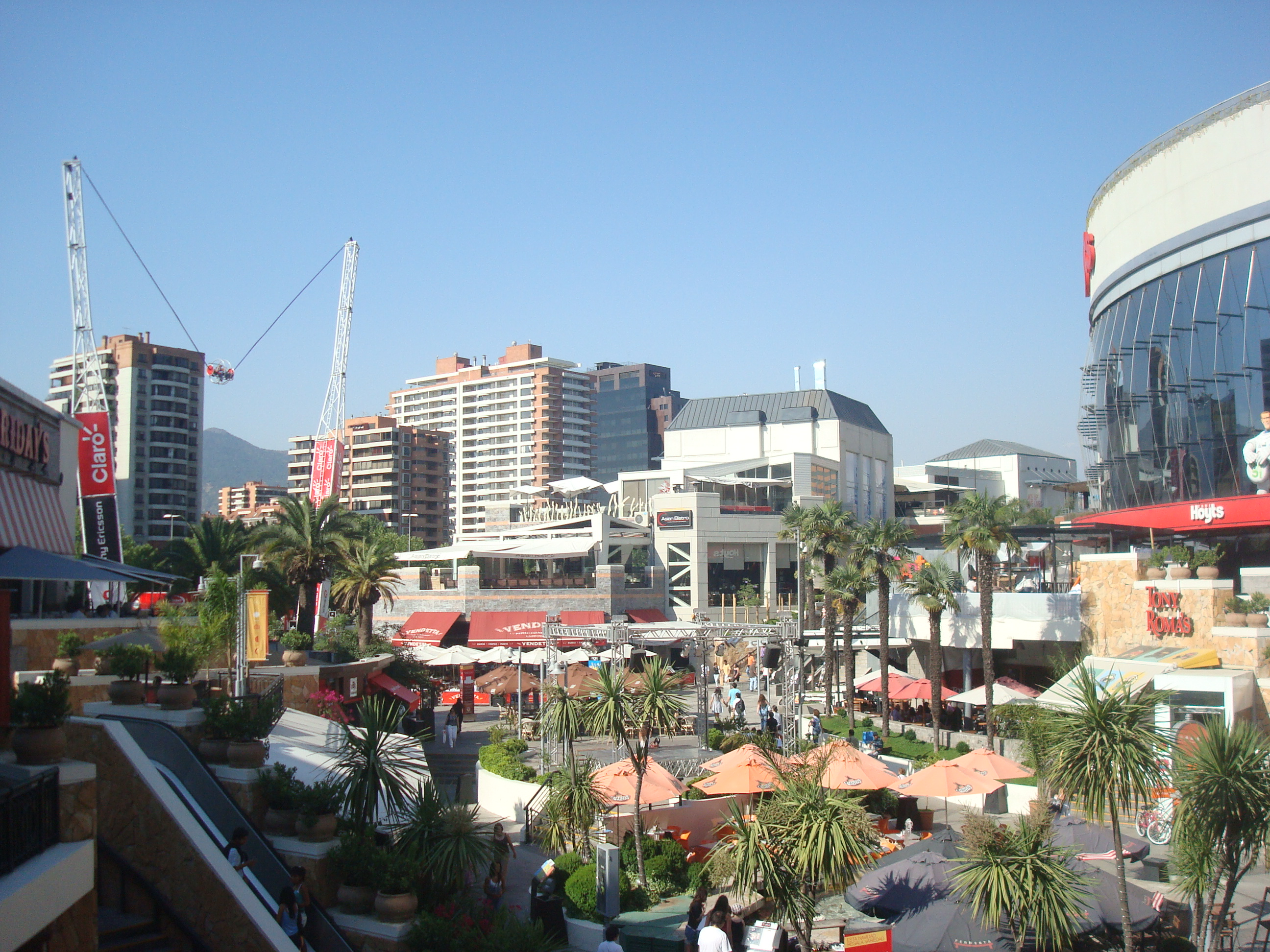
Parque Arauco Boulevard
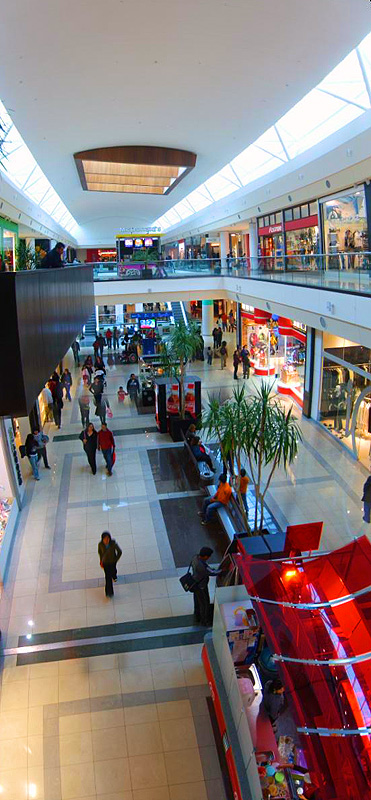
Mall Arauco Maipú